# Myrmecaelurus jakushenkoi
Myrmecaelurus jakushenkoi là một loài côn trùng trong họ Myrmeleontidae thuộc bộ Neuroptera. Loài này được Zakharenko miêu tả năm 1983.